# King into delight
King into delight is het debuutalbum van de Belgische popgroep Sleepers' Reign. Het album werd in drie weken tijd opgenomen in Gent en in de studio in New York van Justin Gerrish die het album tevens produceerde. De single 9000 years verscheen op 29 februari 2016.

## Productie
Het album liet enige tijd op zich wachten. Pas kort na de oprichting in 2010 deed de band het al goed op Humo's Rock Rally in 2012 door de tweede plaats te behalen en de publieksprijs te winnen, terwijl er nog weinig materiaal was. Lukas Hermans zei hierover: "We hadden onze eerste demo’s nog maar net in elkaar gestoken en daarmee vulden we onze eerste liveshows." Er werd geen haast gemaakt met het schrijven van nummers. De band wilde een goed album maken. Orson Wouters: "We hadden onszelf wel harder kunnen pushen om iets af te werken maar dat wilden we niet doen. Het eindproduct moest perfect zijn."
King into delight bevat twee nummers die gespeeld werden tijdens de finale van Humo's Rock Rally; de titelsong King into delight en Crushed before collision. Van de titelsong is een versie opgenomen die 11 minuten duurde. Die versie is niet op het album terecht gekomen, maar het nummer His handmade son is er uit voortgekomen.

## App
Het album werd gemaakt met de lp als geluidsdrager in gedachten. Dit hield in dat er een A- en een B-zijde was die elk zouden beginnen met nummers met lagere tonen en zouden eindigen met nummers met hogere tonen. Het laatste nummer op de A-zijde zou verdergaan op de B-zijde. Er werd een app ontwikkeld die deze manier van afspelen kan simuleren.

## Tracklist
Alle muziek en teksten zijn geschreven door Sleepers' Reign. 
| Nr. | Titel                    | Duur |
| --- | ------------------------ | ---- |
| 1.  | 9000 years               | 3:38 |
| 2.  | Crushed before collision | 4:24 |
| 3.  | Leafhunter               | 4:37 |
| 4.  | Sialia                   | 1:24 |
| 5.  | POV L (You)              | 5:09 |
| 6.  | POV R                    | 4:43 |
| 7.  | Nuka                     | 4:03 |
| 8.  | Blood lift               | 3:39 |
| 9.  | King into delight        | 5:31 |
| 10. | His handmade son         | 4:41 |

## Credits

### Bezetting
- Lukas Hermans (zang)
- Ruben Mertens (gitaar)
- Orson Wouters (synthesizer)
- Xavier De Clercq (bas)
- Sander Stuer (drums)
- Jolien Deley (cello op Leafhunter)
- Liesbet De Meester (cello op Leafhunter)
- Sara Verheyen (cello op Leafhunter)
- Vincent Werbrouck (cello op Leafhunter)
- Ludovic Bataillie (viool op Leafhunter)
- Robin Van Heghe (viool op Leafhunter)

### Productie
- Joe Lambert (mastering)
- Justin Gerrish (opname, mix)